# كارمن سيرانو
كارمن سيرانو (بالإنجليزية: Carmen Serano)‏ هي ممثلة أمريكية، ولدت في 18 أغسطس 1973 بتشولا فيستا في الولايات المتحدة.

## وصلات خارجية
- كارمن سيرانو على موقع IMDb (الإنجليزية)
- كارمن سيرانو على موقع قاعدة بيانات الفيلم (الإنجليزية)